# Lamponina scutata
Espèce
Synonymes
- Lampona scutata Strand, 1913

Lamponina scutata est une espèce d'araignées aranéomorphes de la famille des Lamponidae.

## Distribution
Cette espèce est endémique d'Australie. Elle se rencontre en Australie-Occidentale, en Australie-Méridionale, au Territoire du Nord, au Queensland, en Nouvelle-Galles du Sud et au Victoria.

## Description
Le mâle décrit par Platnick en 2000 mesure 10,0 mm et la femelle 10,5 mm.

## Publication originale
- Strand, 1913 : Über einige australische Spinnen des Senckenbergischen Museums. Zoologische Jahrbücher. Abteilung für Systematik, Geographie und Biologie der Tiere, vol. 35, p. 599-624 (texte intégral).